# Tabernaemontana persicariifolia
Tabernaemontana persicariifolia är en oleanderväxtart som beskrevs av Nikolaus Joseph von Jacquin. Tabernaemontana persicariifolia ingår i släktet Tabernaemontana och familjen oleanderväxter. Inga underarter finns listade i Catalogue of Life.